# (1020) Аркадия
(1020) Аркадия (англ. 1020 Arcadia, ранее 1924 QV) — каменный астероид семейства Агнии центральной части пояса астероидов. Оценка диаметра составляет около 11 км. Открыт 7 марта 1924 года немецким астрономом Карлом Райнмутом в Гейдельбергской обсерватории, Германия. Астероид назван в честь греческой области Аркадия.

## Орбита и классификация
Аркадия является представителем семейства Агнии, крупного семейства каменных астероидов, включающего более 2000 известных объектов. Вероятнее всего эти астероиды образовались при разрушении базальтового объекта, в свою очередь порождённого более крупным телом, подвергшимся дифференциации магмы. Семейство названо по имени астероида (847) Агния.
Астероид обращается вокруг Солнца в центральной части пояса астероидов на расстоянии 2,7-2,9 а. е. с периодом 4 года 8 месяцев (1703 дней; большая полуось равна 2,79 а. е.). Эксцентриситет орбиты равен 0,04, наклон относительно плоскости эклиптики составляет около 4°. Дуга наблюдения начинается с наблюдений астероида в марте 1924 года астрономами Гейдельберга.

## Физические характеристики
Согласно спектральной классификации SMASS Аркадия является обычным каменным астероидом класса S. Объект был отнесён к классу S по данным фотометрического обзора Pan-STARRS, а также по данным обзора SDSS-MFB.

### Период вращения
В ноябре 2011 года по фотометрическим наблюдениям Гордона Гартрелля из Университета Северной Дакоты была получена частичная кривая блеска астероида Аркадия. Анализ кривой блеска позволил выделить период вращения, равный 17,032 часам при амплитуде блеска 0,05 звёздной величины. По состоянию на 2018 год не было получено надёжной оценки периода вращения.

### Диаметр и альбедо
Согласно обзору, проводимому в рамках миссии NEOWISE телескопа Wide-field Infrared Survey Explorer Аркадия обладает диаметром от 10,067 до 13,02 км при альбедо поверхности от 0,150 до 0,2364. В базе данных Collaborative Asteroid Lightcurve Link указано значение альбедо 0,057, что более характерно для углеродных астероидов класса C, чем для каменных астероидов, вследствие чего получена оценка диаметра 21,16 км на основе абсолютной звёздной величины 12,1.

## Название
Малая планета названа в честь греческой области Аркадия в центральном Пелопоннесе. Такое же название носит мифический край, в котором живёт бог Пан. Официальное название упомянуто в Названиях малых планет в 1955 году.